# Gesangbuch
Gesangbuch är en koralbok från 1704 utgiven av Johan Anastasius Freylinghausen. Den är första kända källa till minst två melodier i 1921 års koralbok med 1819 års psalmer, nr 52 b och 58 b

## Psalmer
- Gör porten hög, gör dörren bred (1819 nr 52 B) Finns på Wikisource.
- Världens Frälsare kom här (1819 nr 58 B) möjligen införd som B-melodi i samband med 1921 års nytryck av 1819 års psalmer. Finns på Wikisource.